# Hipposideros hypophyllus
Hipposideros hypophyllus là một loài động vật có vú trong họ Dơi nếp mũi, bộ Dơi. Loài này được Kock & Bhat miêu tả năm 1994.

## Hình ảnh

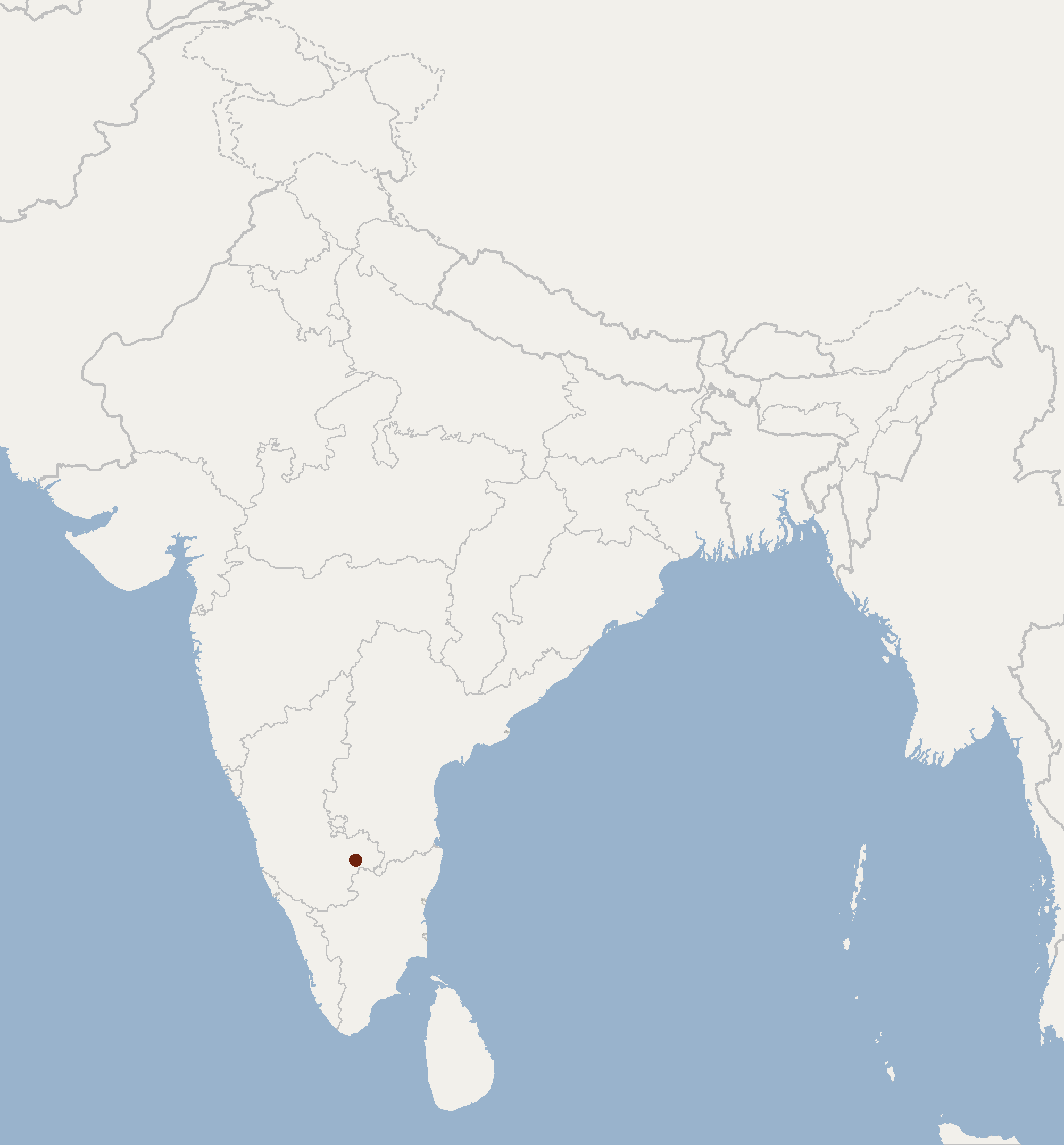